# Massimo Ranieri

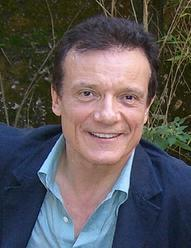
Massimo Ranieri

Massimo Ranieri (Napels, 3 mei 1951) is een Italiaanse zanger en acteur.
Hij was een van de populairste entertainers in de laatste 3 decennia. Hij werd bekend toen hij Canzonissima won in 1970 met het lied Vent'anni, twee jaar later won hij de televisiewedstrijd opnieuw met Erba di mia casa.
Hij vertegenwoordigde Italië op het Eurovisiesongfestival 1971 met L'amore è un attimo waar hij 5de mee werd. Twee jaar later deed hij opnieuw mee maar met Chi sarà con te werd hij slechts 13de.
In 1988 won hij het San Remo Festival met Perdere l'amore.
Geregeld is hij te zien op de Italiaanse televisie.

## Filmografie
- 2005 - "Le Courage d'aimer"
- 2004 - "Le Genre humain - Primera Parte: Les parisiens"
- 2001 - "Io ti salverò" (TV) y "Storia Di Guerra E D'Amicizia"
- 2002 - "Fondali Notturni"
- 1999 - "Ama Il Tuo Nemico" (TV) y "Un Bacio Nel Buio" (TV)
- 1998 - "Angelo nero" (TV)
- 1997 - "Volare!"
- 1996 - "La Casa Dove Abitava Corinne"
- 1995 - "Il Prezzo del Denaro"
- 1991 - "Il Ricatto 2" (TV)
- 1998 - "Il Ricatto" (TV)
- 1987 - "Lo Scialo" (TV) y "L'Ombra Nera Del Vesuvio"(TV)
- 1983 - "Legati Da Tenera Amicizia"
- 1982 - "La Vela Incantata"
- 1981 - "Casta E Pura", "Il Carabinieri", "Habibi Amor Mío" y "Priest Of Love"
- 1979 - "La Patata Bollente"
- 1976 - "Con La Rabbia Agli Occhi" y "L'Ultima Volta"
- 1974 - "Salvo D'Acquisto" (TV) y La cugina
- 1972 - "Imputazione Di Omicidio Per Uno Studente"
- 1971 - "La Luz del Fin del Mundo", "Bubu" y "Incontro"
- 1970 - "Metello", "La Sciantosa" (TV) y "Cerca Di Capirmi"

1956: Franca Raimondi + Tonina Torrielli · 
1957: Nunzio Gallo · 
1958: Domenico Modugno · 
1959: Domenico Modugno · 
1960: Renato Rascel · 
1961: Betty Curtis · 
1962: Claudio Villa · 
1963: Emilio Pericoli · 
1964: Gigliola Cinquetti · 
1965: Bobby Solo · 
1966: Domenico Modugno · 
1967: Claudio Villa · 
1968: Sergio Endrigo · 
1969: Iva Zanicchi · 
1970: Gianni Morandi · 
1971: Massimo Ranieri · 
1972: Nicola di Bari · 
1973: Massimo Ranieri · 
1974: Gigliola Cinquetti · 
1975: Wess & Dori Ghezzi · 
1976: Al Bano & Romina Power · 
1977: Mia Martini · 
1978: Ricchi e Poveri · 
1979: Matia Bazar · 
1980: Alan Sorrenti · 
1983: Riccardo Fogli · 
1984: Alice & Battiato · 
1985: Al Bano & Romina Power · 
1987: Umberto Tozzi & Raf · 
1988: Luca Barbarossa · 
1989: Anna Oxa & Fausto Leali · 
1990: Toto Cutugno · 
1991: Peppino di Capri · 
1992: Mia Martini · 
1993: Enrico Ruggeri · 
1997: Jalisse · 
2011: Raphael Gualazzi · 
2012: Nina Zilli · 
2013: Marco Mengoni · 
2014: Emma Marrone · 
2015: Il Volo · 
2016: Francesca Michielin · 
2017: Francesco Gabbani · 
2018: Ermal Meta & Fabrizio Moro · 
2019: Mahmood · 
2021: Måneskin · 
2022: Mahmood & Blanco · 
2023: Marco Mengoni · 
2024: Angelina Mango · 
2025: Lucio Corsi
- Biblioteca Nacional de España: XX894383
- Bibliothèque nationale de France: cb13938571k (data)
- Gemeinsame Normdatei: 133155285
- International Standard Name Identifier: 0000 0003 6865 1224
- Library of Congress Control Number: no98019895
- MusicBrainz: bd4ce230-735d-4706-bf10-bc4155b49379
- Nationale Bibliotheek van Tsjechië: xx0148709
- Istituto Centrale per il Catalogo Unico: CFIV139474
- Système universitaire de documentation: 144593386
- Virtual International Authority File: 50408259
- WorldCat: E39PBJrWymhPtjJFdhvtPD6dwC